# Тучков, Михаил Павлович
Михаил Павлович Тучко́в (24 июля 1832 — 13 сентября 1890) — генерал-лейтенант российской армии, участник Крымской войны, участвовал в подавлении польского восстания.

## Биография
Сын генерал-адъютанта, генерала от инфантерии, московского военного генерал-губернатора Павла Алексеевича Тучкова от его брака с  Елизаветой Ивановной Веригиной. Крещён 5 августа 1832 года в церкви во имя Входа Господня во Иерусалим при восприемстве великого князя Михаила Павловича и бабушки Д. А. Веригиной.
Из камер-пажей был произведён в прапорщики Лейб-гвардейского Преображенского полка. Участвовал в Севастопольской кампании, затем в усмирении польского мятежа 1863 года, за отличие награждён золотой саблей с надписью «За храбрость». 30 августа 1865 года произведён в полковники. 30 августа 1875 года произведён в генерал-майоры. Во время русско-турецкой войны 1877—1878 гг. Михаил Павлович состоял в полевом штабе Дунайской армии, в последние годы своей жизни числился в Государственной Свите. Принимал горячее и деятельное участие в учреждении Московского отделения Императорского Русского Музыкального общества. По его инициативе и при содействии организован в шестидесятых годах оркестр студентов. Он был первым секретарём Московского братолюбивого общества снабжения неимущих квартирами. Михаил Павлович был учредителем и вице-председателем Общества Белого Креста.
Скончался 13 (25) сентября 1890 года после продолжительной болезни, от рака печени и водянки. Похоронен на кладбище Новодевичьего монастыря.

## Награды
российские:
- Золотая сабля «За храбрость» (1863)
- Орден Святого Владимира 4 ст. (1867)
- Орден Святой Анны 2 ст. (1869)
- Императорская корона к Ордену Святой Анны 2 ст. (1872)
- Орден Святого Станислава 1 ст. с мечами (1877)
- Орден Святой Анны 1 ст. (1883)

иностранные:
- Вюртенбергский Орден Вюртембергской короны 2 ст. (1874)
- Мекленбург-Шверинский Орден Вендской Короны 2 ст. (1876)
- Румынский Орден Звезды Румынии 2 ст. с мечами (1878)

## Семья
Жена (23.08.1870, Карлсруэ) — графиня Елена Федоровна Орлова-Денисова (22.04.1843—15.05.1898), дочь генерал-лейтенанта Фёдора Васильевича Орлова-Денисова. Детей в браке не было. Похоронена вместе с мужем в Москве на кладбище Новодевичьего монастыря.